# Westward
Westward – wieś w Anglii, w Kumbrii, w dystrykcie (unitary authority) Cumberland. Leży 18 km na południowy zachód od miasta Carlisle i 416 km na północny zachód od Londynu.